# Lolo Jones
Lori Susan Jones –conocida como Lolo Jones– (Des Moines, 5 de agosto de 1982) es una deportista estadounidense que compite en atletismo (carreras de vallas) y bobsleigh (modalidad doble).
Ganó dos medallas de oro en el Campeonato Mundial de Atletismo en Pista Cubierta, en los años 2008 y 2010, ambas en la prueba de 60 m vallas. Además, obtuvo dos medallas de oro en el Campeonato Mundial de Bobsleigh, en los años 2013 y 2021.
Participó en tres Juegos Olímpicos, las dos primeras veces en los de verano, ocupando el séptimo lugar en Pekín 2008 y el cuarto en Londres 2012, en la prueba de 110 m con vallas, y la última en los de invierno, en Sochi 2014, quedando en el décimo lugar en la prueba doble de bobsleigh.

## Palmarés internacional
| Campeonato Mundial en Pista Cubierta | Campeonato Mundial en Pista Cubierta | Campeonato Mundial en Pista Cubierta | Campeonato Mundial en Pista Cubierta |
| Año                                  | Lugar                                | Medalla                              | Prueba                               |
| ------------------------------------ | ------------------------------------ | ------------------------------------ | ------------------------------------ |
| 2008                                 | Valencia (España)                    | Medalla de oro                       | 60 m vallas                          |
| 2010                                 | Doha (Catar)                         | Medalla de oro                       | 60 m vallas                          |

| Campeonato Mundial | Campeonato Mundial   | Campeonato Mundial | Campeonato Mundial |
| Año                | Lugar                | Medalla            | Prueba             |
| ------------------ | -------------------- | ------------------ | ------------------ |
| 2013               | Sankt Moritz (Suiza) | Medalla de oro     | Equipo             |
| 2021               | Altenberg (Alemania) | Medalla de oro     | Doble              |

## Resultados en atletismo
| Año  | Competición                       | Lugar                | Puesto                  | Marca                    |
| ---- | --------------------------------- | -------------------- | ----------------------- | ------------------------ |
| 2004 | Campeonato NACAC U-23             | Sherbrooke, Canadá   | 1ª en 100 m vallas      | 13.05 (viento: +0.0 m/s) |
| 2004 | Campeonato NACAC U-23             | Sherbrooke, Canadá   | 2ª en 4 x 100 m relevos | 43.63                    |
| 2006 | IAAF World Athletics Final        | Stuttgart, Alemania  | 5ª en 100 m lisos       | 11.24 (viento: -0.2 m/s) |
| 2006 | IAAF World Athletics Final        | Stuttgart, Alemania  | 6ª en 100 m vallas      | 12.76 (viento: +0.6 m/s) |
| 2007 | Campeonato Mundial                | Osaka, Japón         | 6ª en 100 m vallas      | 12.62 (viento: -0.1 m/s) |
| 2008 | Campeonato Mundial Pista Cubierta | Valencia, España     | 1ª en 60 m vallas       | 7.80                     |
| 2008 | Juegos Olímpicos                  | Pekín, China         | 7ª en 100 m vallas      | 12.72 (viento: +0.1 m/s) |
| 2008 | IAAF World Athletics Final        | Stuttgart, Alemania  | 2ª en 100 m vallas      | 12.56 (viento: +0.3 m/s) |
| 2010 | Campeonato Mundial Pista Cubierta | Doha, Catar          | 1ª en 60 m vallas       | 7.72                     |
| 2012 | Juegos Olímpicos                  | Londres, Reino Unido | 4ª en 100 m vallas      | 12.58 (viento: -0.2 m/s) |
| 2015 | Campeonato Nacac                  | San José, Costa Rica | 1ª en 100 m vallas      | 12.63 (viento: +4.1 m/s) |

## Marcas personales
Al aire libre
- 100 metros lisos: 11,24 s (Stuttgart, Alemania, 10 de septiembre de 2006)
- 100 metros vallas: 12,43 s (Pekín, China, 18 de agosto de 2008)

En pista cubierta
- 60 metros lisos: 7,29 s (Fayetteville, Estados Unidos, 14 de marzo de 2003)
- 60 metros vallas: 7,72 s (Doha, Catar, 13 de marzo de 2010)

## Cine y televisión
En 2014 formó parte del reparto de la película Desaparecidos sin rastro, interpretando a una asistente de aeropuerto. En septiembre de ese mismo año fue una de las celebridades que compitió en la temporada 19 de Dancing with the Stars. Formó pareja con el bailarín profesional Keo Motsepe, siendo ambos eliminados en la primera semana.
En 2017, Jones participó, junto con otros nueve deportistas profesionales, en la miniserie especial de MTV The Challenge: Champs vs. Pros. En 2019 fue uno de los doce invitados que compitieron en la segunda temporada de Celebrity Big Brother; fue eliminada en el episodio final. A finales de 2020 se unió al elenco de la trigésima sexta temporada de The Challenge.